# SNB D 2/4
Die D 2/4 ist eine Dampflokomotivbauart, die 1847 von der Schweizerischen Nordbahn (SNB), besser bekannt als Spanisch-Brötli-Bahn, in zwei Exemplaren beschafft wurde.  Die Dampflokomotive vom Typ American wurde von der Maschinenbau-Gesellschaft Karlsruhe des Emil Keßler hergestellt. Der Kaufpreis betrug rund 40 000 Schweizer Franken. Am 1. Juli 1853 kamen die beiden Lokomotiven durch Fusion zur Nordostbahn (NOB)

## Technisches
Da bei den ersten beiden Lokomotiven des Typs D 1/3 die Triebachslast zu hoch ausfiel, wurden bei den beiden nachfolgenden Maschinen zwei Triebachsen eingebaut. Sie entsprachen der verbesserten Version der Württembergischen III, die für die Württembergischen Staatsbahnen geliefert wurden.
Die Lokomotive wurde wie die D 1/3 in der amerikanischen Bauart nach Norris konstruiert. Der Kessel entsprach den D 1/3, aber das Sicherheitsventil wurde mit einem Gewicht belastet. Das vordere direkt belastete Ventil wurde recht schnell entfernt. Der erste Kessel hatte nur einen Betriebsdruck von 6 bar. Die anfänglich für Holzfeuerung ausgelegten konischen Kamine wurden um 1860 nach Umstellung auf Kohlefeuerung durch eine gerade Ausführung ersetzt.
Der Innenrahmen war einfach aufgebaut und bestand aus je einem Langbarren von rund 220 mm Breite und 30 mm Dicke. An diese waren die Doppelplatten der Achshalter angenietet. Die Querverbindung bestand nur aus zwei Querträgern, die zugleich als Kesselabstützung dienten, einer Verbindung in Höhe der Zylinder sowie den beiden hölzernen Stossbalken. Die Achshalterplatten waren längs, aber nicht quer verbunden. Die Federung der beiden Antriebsachsen wurde über Stangen, die sich auf den Achsbüchsen abstützten, zu einer gemeinsamen Blattfeder geführt. Diese befand sich am Bund in einem Gussrahmen, der sich längs über dem Rahmen befand.
Jede Kuppelstange bestand aus zwei Eisenstäben.
Die Antriebsleistung entsprach der D 1/3, nur die Reibungsmasse erhöhte sich durch die zusätzliche Achse auf 10 Tonnen, welche nun aber von zwei Achsen getragen wurde.
| Bezeichnung   | SNB bis 1853 | NOB bis 1879 | Name  | Fabrik Nummer | Baujahr | Hersteller              | Ausrangiert |
| ------------- | ------------ | ------------ | ----- | ------------- | ------- | ----------------------- | ----------- |
| ab 1864: D II | 3            | 3            | Rhein | 80            | 1847    | Emil Kessler, Karlsruhe | 1868        |
| ab 1864: D II | 4            | 4            | Reuss | 81            | 1847    | Emil Kessler, Karlsruhe | 1868        |

## Betriebliches
Wie die D 1/3 waren die Lokomotiven wegen ihrer Leistungsschwäche nur auf ebener Strecke einsetzbar. Deshalb verkehrten sie nur auf der alten Nordbahnstrecke Zürich–Baden und weiter bis Aarau. Daneben hatten sie mit Kinderkrankheiten zu kämpfen, so dass die frühe Ausrangierung nach 21 Dienstjahren nicht erstaunt.